# Meia-lua (ave)
Os meias-luas são um grupo de aves passeriformes nativo da América do Sul, que correspondem ao gênero Melanopareia e família Melanopareiidae. O gênero era colocado junto com os tapaculos na família Rhinocryptidae. Sua colocação foi questionada e em 2007 o gênero foi colocado em sua própria família pelo Comitê de Classificação Sul-Americano. Posteriormente, a família foi aceita pelo Congresso Ornitológico Internacional e pela Lista de Verificação de Clements. A família Melanopareiidae foi formalmente erigida em 2009.
Os meias-luas variam em comprimento de 14 a 16 centímetros, em peso de 16 a 23 gramas e possuem caudas relativamente longas em comparação com os tapaculos. A plumagem é marcante com uma faixa distinta no peito que dá nome ao grupo.
São aves de cerrado. Geralmente forrageiam no chão, mas sua dieta ainda não foi registrada. Duas espécies, o meia-lua-do-cerrado (Melanopareia torquata) e o meia-lua-do-chaco (M. maximiliani), são amplamente distribuídas no centro e sul do Brasil, Bolívia, Paraguai e norte da Argentina. O meia-lua-de-coleira-dupla (M. bitorquata), que foi recentemente separado do meia-lua-do-cerrado, é encontrado no leste da Bolívia e oeste do Brasil, enquanto as outras duas espécies, o meia-lua-elegante (M. elegans) e o meia-lua-do-maranhão (M. maranonica), são restritas ao Peru e ao Equador.
Pouco se sabe sobre o comportamento dessas aves. A única espécie sobre a qual se sabe alguma coisa sobre o comportamento reprodutivo é o meia-lua-do-chaco. Essa espécie é um reprodutor sazonal. O ninho dessa espécie é uma xícara de 15 centímetros de altura feita de fibras vegetais e folhas de palmeira, escondida em gramíneas ou arbustos baixos próximos ao solo. O tamanho da ninhada é de dois a três ovos, os ovos são brancos com pretas.
Nenhuma espécie de meia-lua é considerada como ameaçada por atividades humanas, mas o meia-lua-de-maranhão está listado como quase ameaçado pela IUCN. Embora a espécie seja aparentemente tolerante a perturbação de seu habitat, ela tem uma distribuição restrita e é incomum mesmo dentro desse alcance.

## Espécies
O grupo contém cinco espécies reconhecidas:
| Imagem | Nome comum                | Nome científico          | Distribuição                             |
| ------ | ------------------------- | ------------------------ | ---------------------------------------- |
|        | Meia-lua-do-cerrado       | Melanopareia torquata    | nordeste da Bolívia e norte do Paraguai. |
|        | Meia-lua-de-coleira-dupla | Melanopareia bitorquata  | leste da Bolívia.                        |
|        | Meia-lua-do-chaco         | Melanopareia maximiliani | Argentina, Bolívia e Paraguai.           |
|        | Meia-lua-do-maranhão      | Melanopareia maranonica  | sul do Equador e norte do Peru.          |
|        | Meia-lua-elegante         | Melanopareia elegans     | Equador e Peru.                          |